# José Santiago

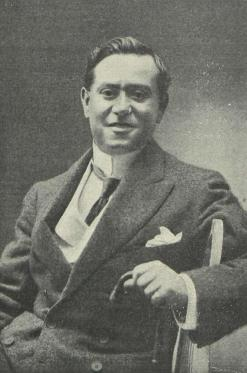
José Santiago en 1909

José Santiago Gutiérrez (Málaga, 1865 - Madrid, 31 de marzo de 1925) fue un actor español.

## Biografía
Se formó en el Conservatorio de Málaga. Debutó sobre los escenarios en el Teatro Lara de Madrid en 1896, estrenando obras como La rebotica y El oso muerto.
A lo largo de su carrera estrenó obras de Manuel Linares Rivas (Añoranzas, 1906), Jacinto Benavente (El marido de la Téllez, 1897; La escuela de las princesas, 1909; Campo de armiño, 1916; La vestal de Occidente, 1919), los Hermanos Álvarez Quintero (El genio alegre, 1907; Las de Caín, 1908; El centenario, 1909; Los leales, 1914), Carlos Arniches (Mi papá, 1910; Genio y figura, 1910) o Pedro Muñoz Seca (El último pecado, 1918).
Su última etapa profesional la desarrolló en la Compañía de María Guerrero y Fernando Díaz de Mendoza, con los que estrena La calumniada (1919), de los Hermanos Álvarez Quintero o El abanico de Lady Windermere (1920), de Oscar Wilde. En una gira por Latinoamérica sufrió en Montevideo, en octubre de 1923, un ataque de uremia, retirándose de la interpretación desde ese momento.